# Todan
Todan (armeniska: T’odan, Թոդան) är en ort i Azerbajdzjan.   Den ligger i distriktet Goranboj, i den centrala delen av landet, 290 km väster om huvudstaden Baku. Todan ligger 1 103 meter över havet och antalet invånare är 921.
Terrängen runt Todan är lite bergig, och sluttar norrut. Närmaste större samhälle är Yelenendorf, 16,8 km nordväst om Todan. 
Trakten runt Todan består till största delen av jordbruksmark. Runt Todan är det ganska glesbefolkat, med 43 invånare per kvadratkilometer.